# Койли
Койли (пол. Kojły) — село в Польщі, у гміні Чижі Гайнівського повіту Підляського воєводства. Населення — 157 осіб (2011).

## Історія
Вперше згадується 1536 року.
У 1975—1998 роках село належало до Білостоцького воєводства.

## Демографія
Демографічна структура станом на 31 березня 2011 року:
|          | Загалом | Допрацездатний вік | Працездатний вік | Постпрацездатний вік |
| -------- | ------- | ------------------ | ---------------- | -------------------- |
| Чоловіки | 70      | 8                  | 43               | 19                   |
| Жінки    | 87      | 16                 | 27               | 44                   |
| Разом    | 157     | 24                 | 70               | 63                   |

У селі міститься каплиця святого Олексія.